# Szekeresi Nagy József
Szekeresi Nagy József (Ákos, 1913. március 8.–1961. augusztus 6., Dés), Ákos község bírója, a Dobay-per hetedrendű vádlottja.

## Életrajz
Az 1913-ban született Nagy István nevelte, 1944. március 19–ig (a német megszállásig) közel négy éven át volt a falu bírója. Nagy József a zsidóellenes intézkedések miatt – köztisztviselői társaihoz hasonlóan – 1944. március 31-én lemondott a bírói tisztségéről. Ettől kezdve ellenállóként tisztelték. Az mtsz megalakulása után a kollektívában is eredményes munkát végzett.  1957. március 30–án politikai nézetei miatt letartóztatták, öt év szigorított börtönre és vagyonelkobzásra ítélték.

## Külső hivatkozások
- Nagy Jozsef |Egy nev a sepsiszentgyorgyi otvenhatos emlektablarol
- Nagy Jozsef |kronika.hhrf.org[halott link]